# Nicolás Barán
Adolfo Nicolás Barán Flangini, noto semplicemente come Nicolás Barán (Montevideo, 9 febbraio 1990), è un ex calciatore uruguaiano, di ruolo difensore.

## Caratteristiche tecniche
È un difensore centrale.

## Carriera
Cresciuto nel settore giovanile del Miramar Misiones, ha esordito in prima squadra il 19 settembre 2010 disputando l'incontro di Primera División Profesional vinto 1-0 contro il Central Español.